# Fritz Harrer
Friedrich „Fritz“ Harrer (* 16. Juli 1930 in München; † 16. April 2019 in Burghausen) war ein  deutscher Politiker. Als Abgeordneter der CSU gehörte er von 1970 bis 1984 dem Bayerischen Landtag an. Von 1984 bis 1990 war er Erster Bürgermeister der Stadt Burghausen.
Friedrich Harrer wuchs während der Wirren des Zweiten Weltkriegs bei seiner Großmutter in Peißenberg auf. Nach Kriegsende musste er noch als Jugendlicher die Schule verlassen und in den Kohlegruben der Stadt zum Unterhalt der Familie beitragen. Erst später holte er sein Abitur nach und absolvierte in Freising eine Ausbildung zum Postmeister. Nach einigen Versetzungen kam er schließlich 1961 zusammen mit seiner Frau Maria nach Burghausen. Dort stieg er in den Gehobenen Postdienst auf und wurde zum Oberpostmeister befördert.
Zur Politik kam Harrer eher zufällig: als der Ortsverband der CSU einen Schriftführer suchte, wählte man ihn trotz seiner zunächst ablehnenden Haltung. Mit der Wahl in den Burghauser Stadtrat übernahm er 1966 dann sein erstes politisches Mandat. Nach seiner Wahl zum CSU-Kreisvorsitzenden im Landkreis Altötting folgte 1970 erstmals der Sprung in den Bayerischen Landtag. Bei den Landtagswahlen 1974, 1978 und 1982 wurde Harrer wiedergewählt. Insgesamt gehörte er dem bayerischen Parlament 14 Jahre lang ununterbrochen an.
Als 1984 der Burghauser Bürgermeister Georg Miesgang schwer erkrankte, gab Harrer sein Landtagsmandat auf, um in seiner Heimatstadt die Nachfolge Miesgangs anzutreten. Er blieb bis 1990 Bürgermeister, musste sich aber bei der Wahl 1990 seinem Herausforderer Hans Steindl (SPD) geschlagen geben.
Nach dem Ende seiner politischen Laufbahn leistete Harrer noch drei Jahre lang im Auftrag der Hanns-Seidel-Stiftung Unterstützungsarbeit beim Aufbau der Landratsämter in Sachsen.
Für seine Verdienste wurde Harrer 1980 mit dem Bayerischen Verdienstorden ausgezeichnet.